# Csillagösvény (szoborcsoport)
A Csillagösvény egy sétaút és kedvelt kirándulóhely a Pest vármegye északnyugati szélén fekvő Pilisszántó északi határában, mely a Duna–Ipoly Nemzeti Park részét képező László kúpján felépített zarándokhelyhez, a Boldogasszony-kápolnához valamint Pilis Keresztjéhez és a Himnusz-szoborhoz vezet. Az odáig vezető út mentén, a magyar történelem hét meghatározó személyiségének három-három méter magas kopjafa jellegű 
faragott szobrai állnak, melyek alkotója Smidt Róbert felvidéki szobrász és fafaragóművész.
A Csillagösvény első szakaszának három alkotását – Nimród, Attila és Árpád szobrát –
2007-ben leplezték le, majd 2008-ban folytatódott a sor Hunyadi Mátyás, Szent László, Szent István és Boldog Özséb szobrainak felavatásával.
A Csillagösvény mentén létesült szobrok adományokból illetve felajánlásokból valósultak meg, a Pilisszántóért Egyesület és vezetője, Szőnyi József – Pilisszántó egykori polgármestere – kezdeményezésére.

## Nevének eredete
A név ötletét a 20. században született Székely himnusz első versszakának utolsó szava ihlette.

## Története

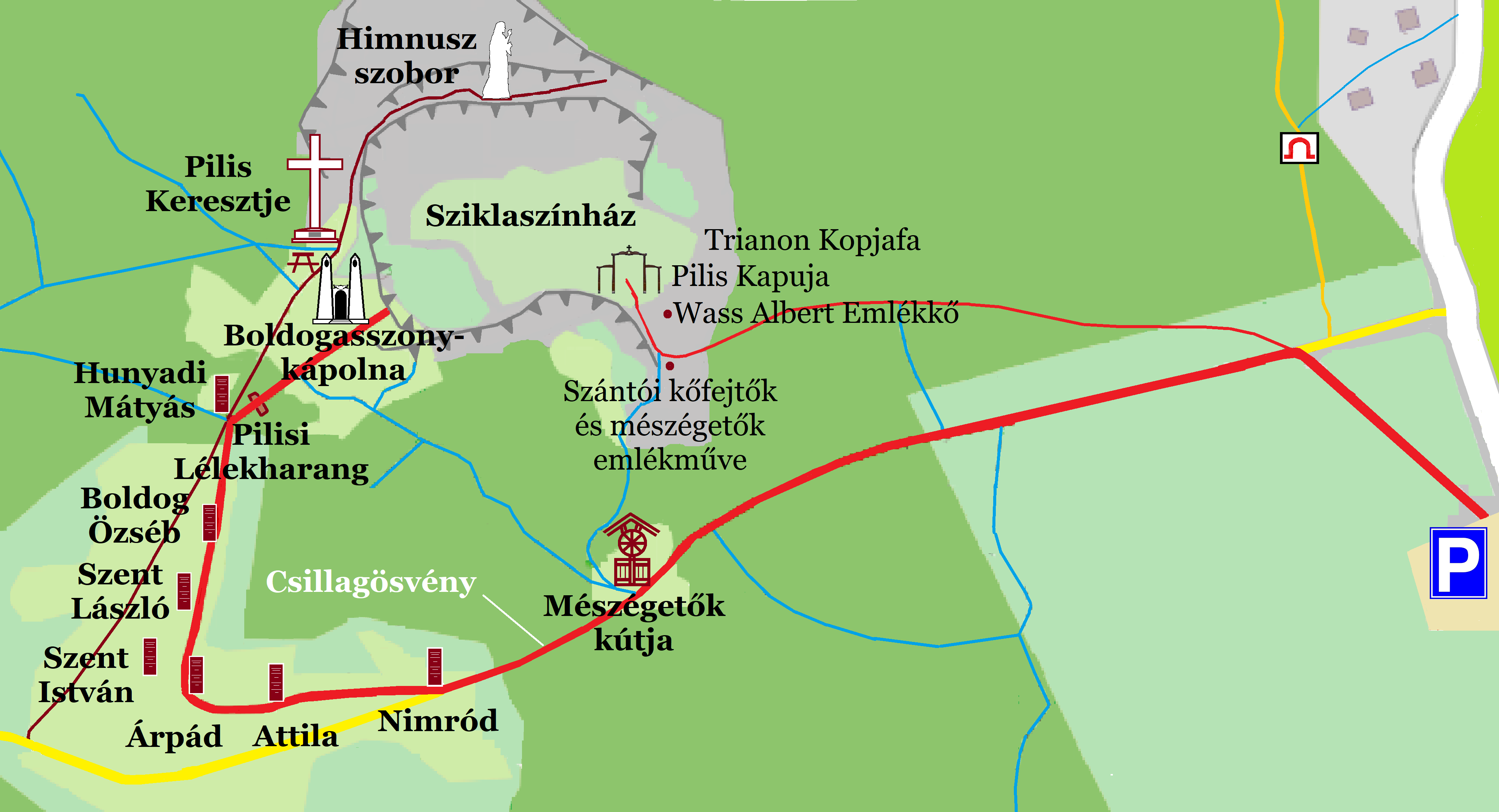
A Csillagösvény és környékének térképvázlata

A Pilis hegy déli lábánál egykor a mészégetéshez szükséges mészkőbánya működött, 1994-ig. Az oda nap mint nap munkába induló pilisszántói munkásemberek taposták ki a mai Csillagösvény nyomvonalát.
A sétaút ötlete Szőnyi József egykori pilisszántói polgármesterétől származik, aki 
a kitaposott gyalogút mentén a Pilis történelmének szeretett volna keresztényi értékekkel felruházott emléket állítani. Célja volt továbbá, hogy közvetítse a történelem nagy alakjainak üzeneteit, annak érdekében, hogy a már korábban megépült pilisi Boldogasszony-kápolnához vezető úton az oda látogatók érzelmileg feltöltődve ismerjék meg a magyar ősök több ezer éves történelmi útját, amely a „Boldogasszonyhoz vezet”. Az volt az elgondolása, hogy a kálvária mintájára a magyar történelem hét meghatározó személyiségének állítana szobrot, azzal különbséggel, hogy itt a stációk nem szenvedéstörténetet rajzolnak fel, hanem a történelmünk jeles egyéniségeire való emlékezés elősegítése által a magasztos múltat idézik meg.
Szőnyi eleinte nem tudta még, hogy ki legyen az a hét történelmi alak, csak később, Szörényi Levente közreműködésével döntötték el. Az ötlet megvalósításához Szőnyi olyan szobrászt keresett, "aki nem baltával, hanem a szívével farag". A szerencse úgy hozta, hogy a pilisszántói Sziklaszínház egyik előadásánál, egy Kormorán koncert után odalépett hozzá Smídt Róbert szőgyéni fafaragóművész, aki felajánlotta a polgármesternek, 
hogy szívesen faragna szobrokat a helyszínre.
Az alkotó negyedévente egy szobrot tudott vállalni, így az év minden napfordulójára és nap-éj egyenlőségére jutott egy-egy szoboravatás. Minden egyes szobrot az őt megillető csillagászati napfordulókon állították fel, amelyekre utólag Szörényi hívta fel a figyelmet, így a szobrok hátoldalára is utólag vésték bele a dátumokat és a megfelelő csillagkép- vagy bolygó-konstellációkat.

## A szoborcsoport stációi

### Nimród
A Mészégetők kútjától kb. száz méterre, a sétaút jobb oldalán áll a Csillagösvény első faragott oszlopa. Az első stáció témája Nimród, az „égi nagy vadász", akit számos magyar szerző a világ első királyának és a magyarok 
ősatyjának is tekint. A szobor előoldalának közepén Nimród áll, lábai előtt egy párduc fekszik, amely az avatott király szimbóluma, az ősmagyar kereszténységben az egyik szent állat volt.
Szobrának ábrázolása szerint tőle sarjad ki az az inda, amely a teljes szoborcsoporton végigfut. Az életfa indái között látható két arc, Nimród fiai Hunor és Magor, akik a magyarok eredetét magyarázó monda szerint a hunok és a magyarok ősei voltak, s akiket a csodaszarvas vezetett az új hazába. Az indáról lógó szőlőfürtök az égi tudást jelképezik. Az alkotó szándéka szerint Nimród szobra tisztelgés minden 
magyarok ősapja előtt. A szobor avatása a Nyári napforduló idején, 2007. június 21-én déli 12 órakor volt, amikor a Nimród csillagkép (más néven Orion csillagkép) éppen a Nap éves pályájának legfelső pontján állt.

### Attila
Nimród unokája, Attila, a hunok leghíresebb királya, akit nemes arcú harcosként ábrázol a mű és hun koronás feje fölött a védelmező oroszlán szimbóluma látható. Attila szobrát az őszi napéjegyenlőséget követően, 2007. szeptember 26-án, 18 órakor leplezték le.

### Árpád
A 2007-es esztendő Árpád vezér halálának 1100. évfordulója volt, ezért azt Árpád évének nyilvánították. A Csillagösvény Árpád-szobra a téli napfordulót követően, tudatosan telihold idején, 2007. december 23-án 16 órakor került leleplezésre.

### Szent István

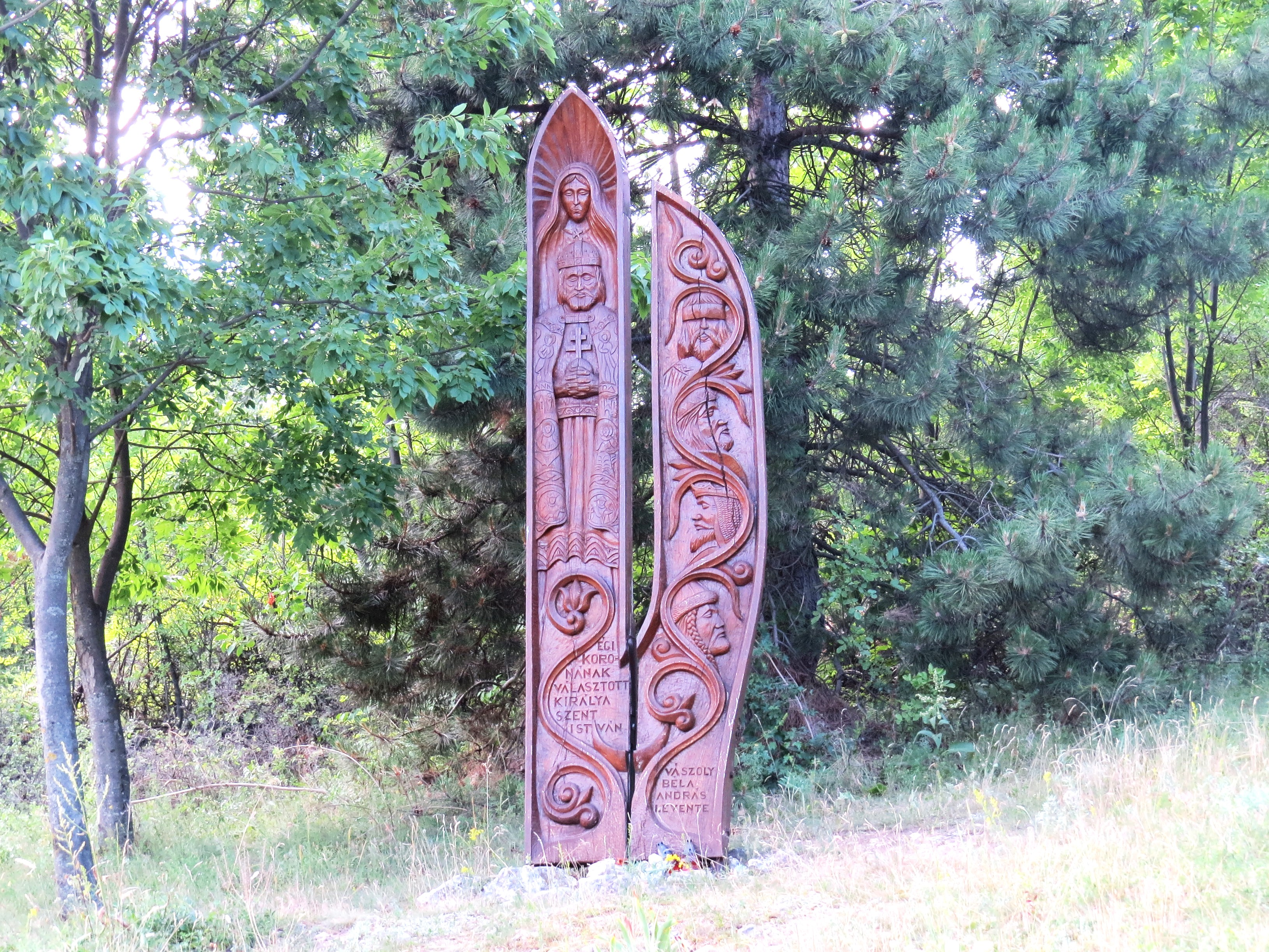
4. stáció - Szent István szobra

A Csillagösvény szoborsorának negyedik oszlopa a sétaút baloldalán található. A stáció a keresztény magyar állam alapítóját,
Szent István királyt ábrázolja, kezében az országalmával, fején a Szent Koronával, feje felett Boldogasszony képmásával. Méreteit tekintve ez a szoborsor legkiterjedtebb alkotása, mivel a többi szoborral szemben nem egy, hanem két oszlopból, illetve ágból áll, szimbolizálva, hogy a fa gyökeréből egy másik ág is sarjadt. A bal oldali oszlopon Szent István koronás alakja látható, lábainál a Nimródnál kiinduló életinda elhal, jelképezve, hogy István királynak mindkét fia, Ottó és Imre herceg is még az ő életében meghalt, így egyikükre sem tudta ráhagyni az élete végére már alaposan megerősödött birodalmát. Ezért unokaöccsét, Orseolo Pétert jelölte ki utódjának. Uralkodása után Szent István unokatestvérének, Vászolynak az utódai – Béla, András – ültek a magyar trónon, egészen az Árpád-ház kihalásáig. Ezt jelképezi a szoboregyüttes gyökeréből sarjadó jobb oldali ág. A szobor tövében négy név olvasható: Vászolyé, Béláé, Andrásé és negyedikként Vászoly legidősebb fiáé, Leventéé, aki nem fogadta el a trónt és rövidesen meg is halt, így válhatott királlyá a második legidősebb fiú, András.
A szoboravatás az őszi nap-éj egyenlőség idején, 2008. szeptember 21-én, 17 órakor volt, amikor a Vénusz a Szűz csillagképben tartózkodott, együttállásban a Marssal, valamint a Nappal és a Merkúrral is. A szobrot hatodikként avatták fel, a történelmi kronológiában visszafelé haladva, Szent László szobrát követően.

### Szent László
Az ösvény ötödik stációja „Szűz Máriának választott vitézét”, „Boldogasszony lovagját”, Szent László királyt ábrázolja. 
A szobrot Hunyadi Mátyás szobra után, ötödikként avatták fel 2008. június 21-én, 16 órakor, a nyári napforduló idején.

### Boldog Özséb

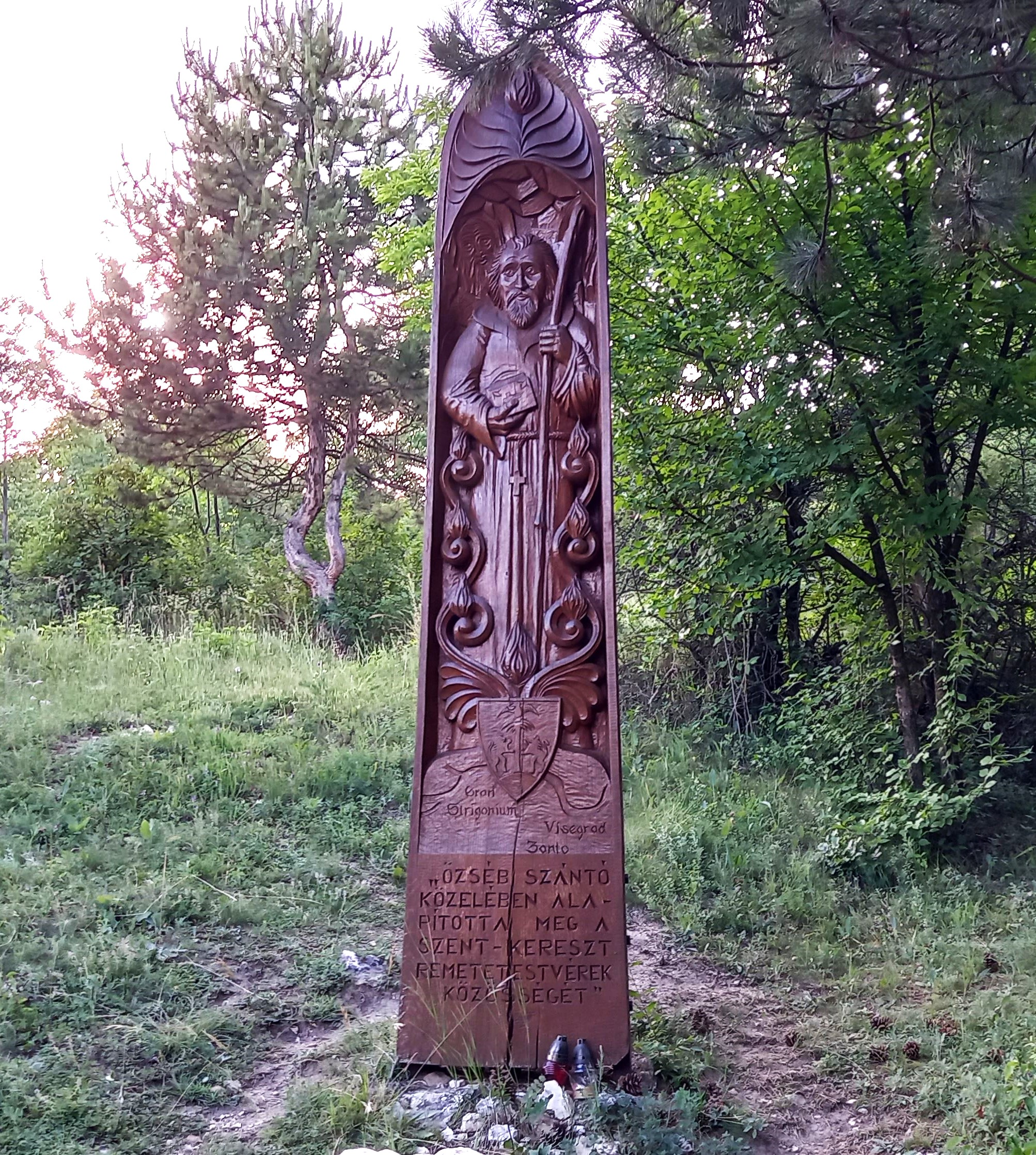
6. stáció - Boldog Özséb szobra

A hatodik stáció az egykor a pilisi hegyek barlangjaiban élő Boldog Özséb remete szerzetest, egykori esztergomi kanonokot, a Pálos rend megalapítóját ábrázolja. A pálosok öröksége a település számos pontján fellelhető, így e tisztelet jegyében
az egyetlen magyar alapítású férfi szerzetesrend megteremtőjének is szenteltek egy faragott oszlopot. A szoboralak lábainál a pálosok címere látható, mely alatt egy térképvázlat található a Duna Esztergomtól Visegrádig tartó szakaszával, azon pedig középkori latin nyelven olvasható Esztergom, Visegrád és Szántó neve. Ezek alatt a felirat: „ÖZSÉB SZÁNTÓ KÖZELÉBEN ALAPÍTOTTA MEG A SZENT-KERESZT REMETETESTVÉREK KÖZÖSSÉGÉT.” Boldog Özséb Remete Szent Pálnak, az első ismert nevű keresztény remetének ajánlotta fel rendjét, ezért ő lett a pálos rend névadója, akit a pálosok szellemi ősként, példaképként tisztelnek. Ezért látható az alkotáson Boldog Özséb hátterében Remete Szent Pál ábrázolása is. A Csillagösvény hetedik, egyben utolsóként felállított szobra a téli napforduló napján, 2008. december 21-én, 16 óra 30 perckor került leleplezésre. Ezen a napon hét bolygó volt együttállásban.

### Hunyadi Mátyás

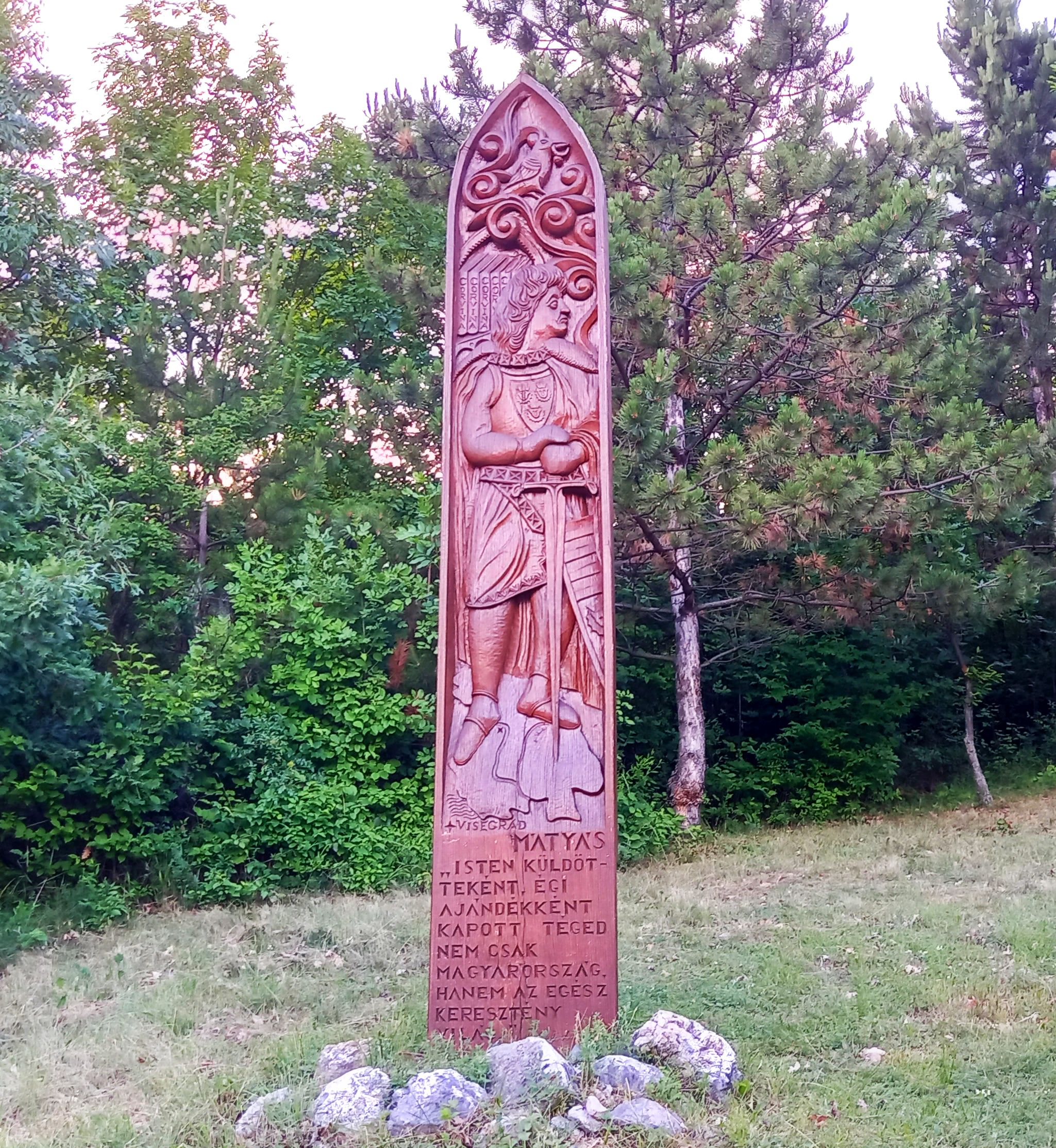
7. stáció - Hunyadi Mátyás szobra

A gyalogút hetedik stációja a kardjára támaszkodó Hunyadi Mátyást ábrázolja, feje mögött a korvinák kötetei látszanak, feje fölött pedig a Hunyadi-ház gyűrűs hollója. A szobor elülső felén olvasható az a mondat, mellyel a trónra lépése alkalmából üdvözölte Mátyás királyt III. Kallixtusz pápa: „ISTEN KÜLDÖTTEKÉNT, ÉGI AJÁNDÉKKÉNT KAPOTT TÉGED NEM CSAK MÁGYARORSZÁG, HANEM AZ EGÉSZ KERESZTÉNY VILÁG.” Mivel a 2008-as év Mátyás és a pálosok éve volt, a történelmi kronológiától eltérve, Árpád szobra után Mátyás király szobrának avatására került sor, a tavaszi napéjegyenlőség napján, 2008. március 21-én, nagypénteken, 17 órakor.